# هايوود إل. إدواردز
هايوود إل. إدواردز (بالإنجليزية: Heywood L. Edwards)‏ هو ضابط أمريكي، ولد في 9 نوفمبر 1905، وتوفي في 31 أكتوبر 1941.

## وصلات خارجية
- هايوود إل. إدواردز على موقع أوليمبيديا (الإنجليزية)